# Ретикулон
Ретикулоны (англ. reticulon, RTN - у позвоночных; у других эукариотов - ретикулоно-подобные белки, англ. reticulon-like proteins, RTNL) - семейство эволюционно-консервативных белков, преимущественно обнаруживаемых в эндоплазматическом ретикулуме и предположительно играющих роль в передвижении молекул между ретикулумом и комплексом Гольджи, формировании везикул, морфогенезе мембраны, однако этим их функции не ограничиваются, поскольку взаимодействия ретикулонов исследованы не до конца. Так, ретикулон-4 млекопитающих экспрессируется олигодендроцитами и является ингибитором роста аксонов. Есть свидетельства связи ретикулонов с болезнью Альцгеймера, амиотрофическим латеральным склерозом.  
Ретикулоны описаны у всех эукариот, но не обнаруживаются у археи и бактерий. У млекопитающих известно четыре гена ретикулонов: RTN1, RTN2, RTN3, RTN4. 
Гены ретикулонов содержат по нескольку интронов и экзонов, и альтернативный сплайсинг порождает разные варианты белков. Карбоксильный конец всех белков семейства содержит высоко-консервативный ретикулоноподобный домен (англ. reticulon homology domain, RHD). Другие участки белков демонстрируют сильную вариативность, и отличаются даже в пределах одного организма.
Ген RTN4 интересен тем, что один из кодируемых им белков, RTN4A, также известный как Nogo-A, ингибирующий рост аксонов, отсутствует у рыб, притом известно, что при повреждении нервная система рыб способна к значительной регенерации.

## RHD
Общая структура ретикулоподобного домена (RHD) сохранилась в процессе эволюции - она угадывается у растений, дрожжей, человека. В неё входят два гидрофобных участка по 28-36 аминокислот, предположительно встраивающихся в мембрану. Их разделяет гидрофильная петля длиной 60-70 аминокислот, за которой следует C-терминальный хвост длиной около 50 аминокислот. Отмечается, что гидрофобные участки слишком велики по сравнению с типичными трансмембранными доменами белков, обычно включающими около 20 аминокислот. Топология этих участков выяснена не полностью.